# Václav Burger
Václav Burger (13. dubna 1859 Mořinka – 18. ledna 1923 Praha-Smíchov) byl rakousko-uherský, český a československý železniční odborník, státní úředník a politik, za první republiky ministr železnic ČSR.

## Biografie
Absolvoval vyšší reálku a pak strojní inženýrství na České technice v Praze. Působil jako železniční odborník. Nejprve ho zaměstnala Duchcovsko-podmokelská dráha. Za Rakouska-Uherska se podílel na rozvoji železniční sítě. Od roku 1900 pracoval na rakouském ministerstvu železnic. V roce 1911 se stal ředitelem Rakouské společnosti státní dráhy a roku 1913 odborovým přednostou strojního odboru na ministerstvu železnic. Již za monarchie se jeho jméno objevovalo mezi kandidáty na post ministra železnic. Byl respektován jako odborník. Roku 1918 se stal čestným doktorem české techniky v Praze. Po vzniku Československa řídil likvidační komisi ve Vídni, jež dělila majetek rakouských železnic. V červenci 1919 se stal státním tajemníkem československého ministerstva železnic.

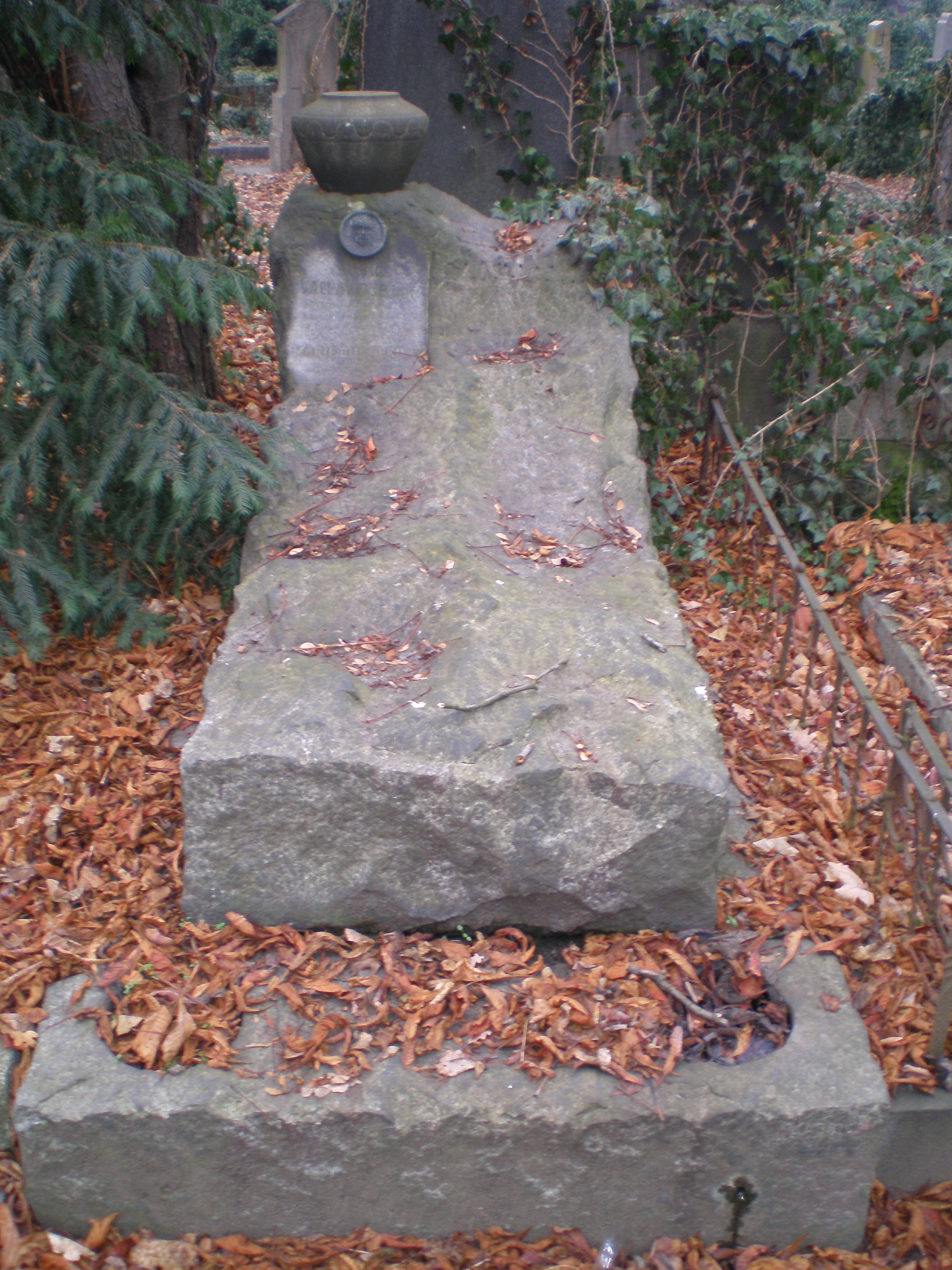
Hrob Václava Burgera na Olšanských hřbitovech v Praze

V září 1920 se stal ministrem železnic v československé úřednické první vládě Jana Černého. Na postu setrval do září 1921. Ve funkci ministra inicioval program zestátnění některých soukromých drah. 1. února 1922 odešel do penze. Coby penzionovaný ještě přijal post generálního ředitele Československé plavební akciové společnosti labské.